# 石井信忠 (安芸守)
石井 信忠（いしい のぶただ）は、戦国時代から安土桃山時代にかけての武将。肥前国の戦国大名龍造寺氏の旗本部将。重臣石井石見守忠次の次男。同じ諱の石井四郎左衛門信忠の母方のおじにあたる。

## 生涯
父、兄らに従って龍造寺隆信に仕え、武勲から隆信より偏諱を授けられ、「信忠」と名乗る。
永禄6年（1565年）6月、龍造寺隆信が、肥前国三根郡中野城主馬場鑑周を攻めたとき、先鋒を命じられた父の石井忠次隊に属して奮闘した。
天正12年（1584年）、隆信の旗本として沖田畷の戦いに従軍し、戦死した。
信忠の戦死後、正室の大宝院（石井左衛門尉忠俊の娘）は、次男の孫六（後の鍋島安芸守茂賢）を連れて、肥前国杵島郡俵石城主深堀純賢に再嫁し、孫六が深堀氏（後に深堀鍋島家）の継嗣となった。
後の佐賀藩祖鍋島直茂とは諸所の戦陣で轡を並べた仲であり、その縁で嫡男の主水佑茂里を、男子に恵まれなかった直茂の養子に望まれる。後に直茂に嫡男勝茂が生まれると、信忠は茂里の養子縁組を解消したい意向を伝えるが、直茂は「勝茂の後見役にするつもりである」といい、首肯しなかった。その直茂との縁によって、信忠の子孫は江戸時代を通じて佐賀藩の重臣として二家（横岳鍋島家・深堀鍋島家）が栄えた。